# Czuwiek
Czuwiek (ros. Чувек) – wieś w Rosji, w Dagestanie, w rejonie chiwskim. W 2010 liczyła 752 mieszkańców, głównie Tabasaranów.